# Lucien Graux
Pour les articles homonymes, voir Graux.
Lucien Désiré Prosper Graux (1878-1944) est un médecin, entrepreneur, collectionneur, bibliophile, écrivain, éditeur et résistant français. Il lança la maison de parfum Arys (1916-1950), qui eut une dimension internationale.

## Biographie

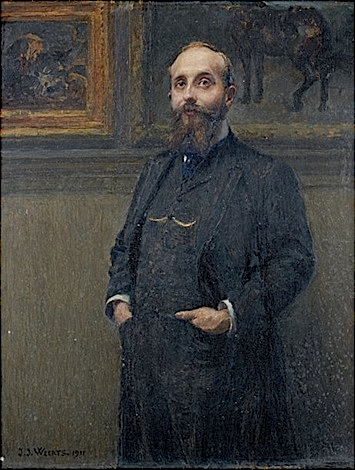
Portrait de Gaston Graux, père de Lucien (1911), par Jean-Joseph Weerts.

Lucien Désiré Prosper Graux est né le 4 avril 1878 à Paris. Issu d'un milieu assez aisé, il est fils du médecin Gaston Graux (1848-1925), président de la société des eaux de Contrexéville, ville dont il fut le maire, et réputé pour ses soins par les eaux thermales et collectionneur de tableaux. Son fils fait aussi sa médecine. Il devient franc-maçon, initié dès le 12 avril 1899, dans le cadre d'une loge ouverte aux étudiants en médecine. En 1905, il soutient sa thèse, intitulée Application de la cryoscopie à l'étude des eaux minérales : ses spécialités sont l'hygiène publique, l'urologie, et la pharmacologie appliquée aux soins. Il devient ensuite l'éditeur de La Gazette médicale de Paris (1906-1914). Il dépose en décembre 1907 un brevet pour un médicament luttant contre l’acide urique, appelé l’Urodonal, qu'il fait promouvoir à grand renfort de publicités, par le biais des Établissements Chatelain (Paris), distributeur de produits pharmaceutiques tels que le Globéol et le Jubol. 

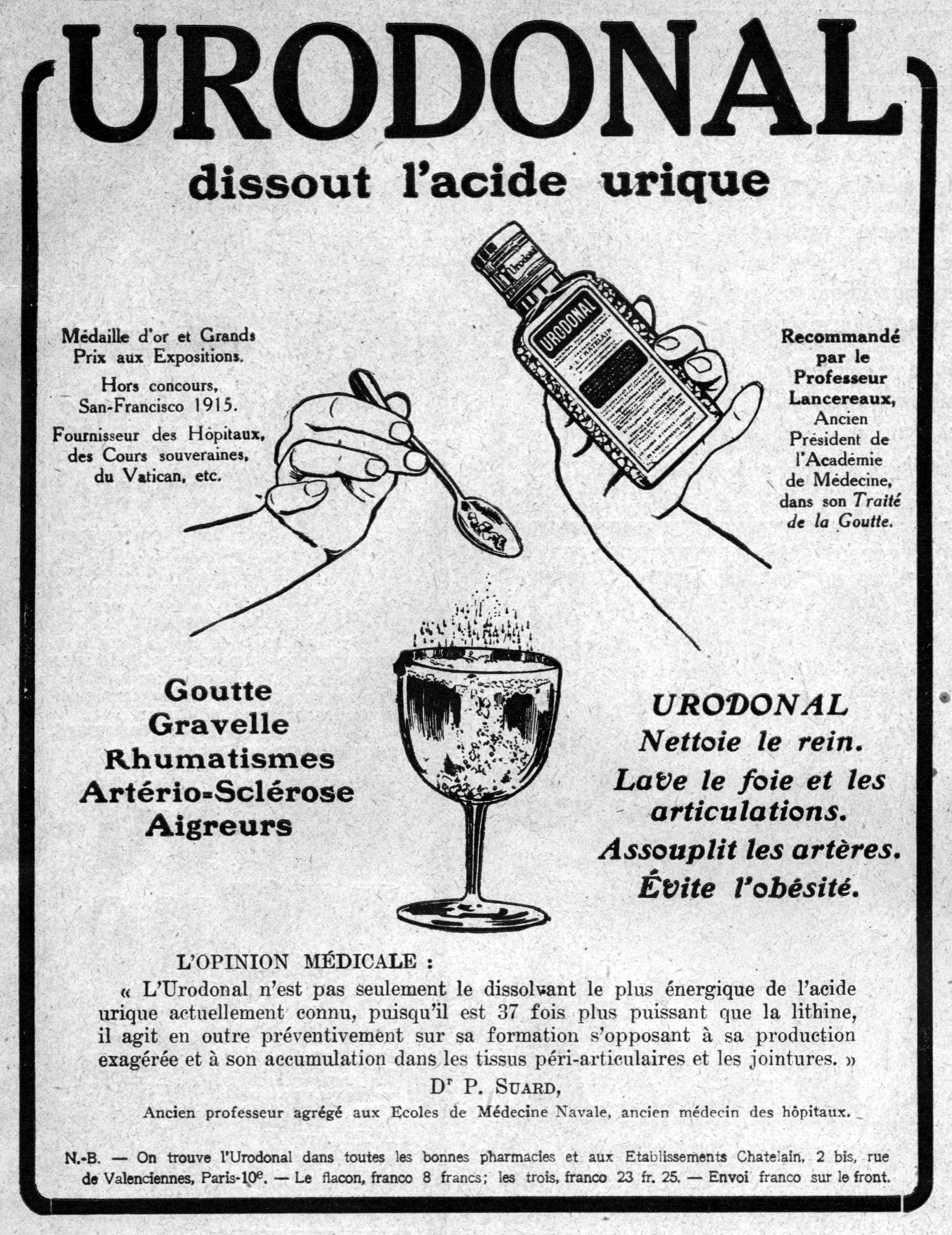
Publicité pour l'Urodonal dans L'Illustration (février 1918).

En 1915, il rejoint le front en tant que médecin-aide-major du régiment d'infanterie commandé par le général de Maud'huy. Vers 1916 [?], il fonde la « Société anonyme des parfums d'Arys » à Paris, et la fait entrer en Bourse dès 1918. Durant vingt ans, elle connaît une croissance internationale et emploie une centaine de personnes à Courbevoie. Cette maison est présente sur le pavillon français des parfums lors de l'Exposition internationale de 1925 et ouvre une boutique de prestige au 3 rue de la Paix,.
Durant les années 1920-1930, Lucien Graux est chargé de missions diplomatiques et est conseiller de divers ministères dont celui du Commerce extérieur,. Il est nommé chevalier de la Légion d'honneur par décret du 9 février 1918, puis promu officier par décret du 29 décembre 1923 et enfin commandeur par décret du 31 mai 1926. 
Bibliophile et collectionneur passionné, il rassemble en une vingtaine d’années dans son hôtel particulier du 33 avenue Kleber, l’une des plus grandes et plus belles collections privées de manuscrits et de livres de son temps. Il offre à l'État le « Testament de Louis XIV », document manuscrit inestimable qu'il possédait. Il crée aussi une petite maison d'édition appelée « Les Amis du docteur » qui publie de nombreuses plaquettes de haute bibliophilie, tirée à moins de cent exemplaires, illustrées parfois de gravures originales : Graux imprime ainsi quelques-uns de ses essais consacrés aux manuscrits et autographes de personnalités historiques qu'il collectionnait. Graux est l'auteur de plus d'une cinquantaine d'essais, qu'il publia entre 1906 et 1939, ainsi que d'une dizaine de romans à caractère fantastique, teinté d'occultisme.
En juin 1940, il entre en résistance, mais arrêté à son domicile par la Gestapo en juin 1944, il est déporté au camp de Dachau, où il meurt assassiné le 15 octobre 1944. Les parfums d'Arys lance alors Témoignage, un jus composé en hommage à Lucien Graux, puis la maison disparaît.
Sa bibliothèque est dispersée à Drouot par sa veuve, sous le marteau de Maurice Rheims, à partir de 1953 ; il y eut neuf ventes en tout jusqu'en 1957. Quelques pièces importantes sont préemptées par la Bibliothèque nationale cette année-là.
Son nom figure dans la crypte du Panthéon, en tant que mort pour la France.

## Extrait de son œuvre écrit

### Occultisme et spiritisme
- La Dame de cristal, Paris, L'Édition française illustrée, 1919 ; réédition Fayard, 1928.
- Réincarné !, Paris, L'Édition française illustrée, 1920.
- Moryce Biegouny, le médium errant. Hanté !, roman de l'au-delà..., Paris, Georges Crès, 1921.
- Initié !, roman de l'au-delà, Paris, Georges Crès , 1922.
- Saturnin le Saturnien, roman, Paris, Georges Crès , 1924.
- Moïra, roman, Paris, Georges Crès, 1925.
- Le Docteur illuminé, biographie romancée de Raymond Lulle, Paris, Arthème Fayard et Cie, 1927.
- L'Automne d'Adonis, roman, Paris, Arthème Fayard et Cie, 1927.
- Le Fantôme de Kinahan, avec des lithographies d'Amédée de La Patellière, Paris, Ducros et Colas / Pour les Amis du Docteur Lucien-Graux, [1930].
- Sous le signe d'Horus, Paris, Le Rouge et le Noir, 1931.

### Récits illustrés
- Les Fausses nouvelles de la grande guerre, Paris, L'Édition française illustrée, 1918-1920, prix Dodo de l’Académie française en 1920.
- Les Yeux du mort, lettre-préface du général de Maud'huy, illustré par André Galland, Paris, L'Édition française illustrée, 1919.
- La Colombe meurtrie, avec gravures sur bois originales par Paul-Émile Colin, Paris, 1927.
- Le Saint Homme de Huestra, avec des gravures sur bois originales de Hermann-Paul, Paris, Manuel Bruker, 1928.
- Le Maréchal de Beurnonville, biographie avec hors-textes, Paris, Librairie Ancienne Honoré Champion, 1929.